# Divisi Dua 2002 (afdeling Molukken)
Het seizoen 2002 van het Moluks afdelingskampioenschap van de Indonesische Divisi Dua was het eerste seizoen waarin er gestreden werd om het kampioenschap van de Molukken. De voetbalcompetitie, georganiseerd door de PSSI, was het vierde voetbalniveau van Indonesië en het hoogste provinciaals niveau van de Molukken. 

## Algemeen
Tot 2002 bestond er geen bijzondere competitie uitsluitend voor de Molukken. Op 12 maart 2002 was in Tual (Kei-eilanden, Zuid-Oost Molukken) de openingsceremonie van de “Liga Indonesia Divisi Dua Zona Maluku” (Nederlands: Afdeling Molukken van de Tweede divisie van de Indonesische Liga) onder aanwezigheid van duizenden mensen. Aan de competitie namen 6 clubs deel.
Ruim 350 personen maakten de organisatie van de Molukse competitie mogelijk, waaronder de voetballers, de scheidsrechters en het medisch personeel. De overheid, de sponsors en donateurs hebben gezamenlijk 270 miljoen roepia beschikbaar gesteld voor de organisatie van de provinciale voetbalcompetitie, waarin de sport gezien wordt als een belangrijke stap naar verzoening van de verschillende volkeren op de Molukken na de Sektarische conflicten in de Molukken sinds 1999.

## Deelnemende teams
Voor het Moluks afdelingskampioenschap van het seizoen 2002 namen zes clubs deel: Persemalra Tual, Persilaki Saumlaki, Persmi Masohi, PS Tulehu, PSA Ambon en PS Geser.
2002 · 
2003 ·
2004 ·
2005 ·
2006 ·
2007 ·
2008 ·
2009 ·
2010 ·
2011 ·
2012 ·
2013 ·
2014 ·
2015 ·
2016 ·
2017 ·
2018 ·
2019 ·
2020 ·
2021 ·
2022 ·
2023 ·